# 올레크 파시닌
올레크 알렉세예비치 파시닌(우즈베크어: Oleg Alekseyevich Pashinin, 러시아어: Оле́г Алексе́евич Паши́нин, 1974년 9월 2일 ~ )은 우즈베키스탄의 축구 선수, 지도자이다. 현역 시절 포지션은 수비수로 대부분의 선수 기간을 로코모티프 모스크바에서 보냈으다. 현재 로코모티프 모스크바의 코치를 맡고 있다.

## 통계
| 우즈베키스탄 | 우즈베키스탄 | 우즈베키스탄 |
| 연도         | 출전         | 골           |
| ------------ | ------------ | ------------ |
| 2001         | 5            | 0            |
| 2002         | 0            | 0            |
| 2003         | 2            | 0            |
| 2004         | 2            | 0            |
| 2005         | 3            | 0            |
| 합계         | 12           | 0            |